# نیاپرستی
نیاپرستی (انگلیسی: Veneration of the dead) تکریم به مردگان، از جمله نیاکان، بر اساس عشق و احترام به متوفی است. در برخی از فرهنگ‌ها، به این اعتقاد مربوط می‌شود که مردگان دارای حیات مستمر هستند و ممکن است توانایی تأثیرگذاری بر ثروت زنده‌ها را داشته باشند. برخی گروه‌ها نیاکان مستقیم و خانوادگی خود را گرامی می‌دارند.